# Črni potok (Sava)
Črni potok je potok, ki izvira na južnih pobočjih gore Lisca. Severno od naselja Kompolje v občini Sevnica se kot levi pritok izliva v reko Savo.